# Crataegus peckietta
Crataegus peckietta är en rosväxtart som beskrevs av Charles Sprague Sargent. Crataegus peckietta ingår i Hagtornssläktet som ingår i familjen rosväxter. Inga underarter finns listade i Catalogue of Life.